# Фридберг (Бавария)
Фридберг (нем. Friedberg) — город и городская община в Германии, в Республике Бавария.
Община расположена в правительственном округе Швабия в районе Айхах-Фридберг. Население составляет 29 054 человека (на 31 декабря 2009 года). Занимает площадь 81,20 км². Официальный код — 09 7 71 130.
Город подразделяется на 15 городских районов.

## Население
По оценке на 31 декабря 2015 года население общины Фридберг составляет 29 339 чел. 

| Дата      | 1840 | 1871 | 1900 | 1925 | 1939 | 1950  | 1961  | 1970  | 1987  | 2011  |
| --------- | ---- | ---- | ---- | ---- | ---- | ----- | ----- | ----- | ----- | ----- |
| Население | 4480 | 4926 | 5842 | 7416 | 9806 | 14725 | 16428 | 19541 | 25580 | 28640 |

| Год       | 1960  | 1970  | 1980  | 1990  | 2000  | 2009  | 2010  | 2011  | 2012  | 2013  | 2014  | 2015  |
| --------- | ----- | ----- | ----- | ----- | ----- | ----- | ----- | ----- | ----- | ----- | ----- | ----- |
| Население | 16365 | 19825 | 24907 | 26818 | 29056 | 29054 | 28947 | 28653 | 28731 | 28894 | 29081 | 29339 |

## Замок в Фридберге (Schloß in Friedberg)
Точных данных об укреплениях на месте нынешнего фридбергского замка нет. Есть лишь предположение, что необычно глубокий ров перед замком ведёт своё происхождение ещё с девятого века, когда в этих местах немцы защищались от нашествия венгров. Дело в том, что на равнине Леха между Тирхауптом и Мерингом есть несколько укреплений тех времён, и кажется вполне вероятным, что высокий холм над равниной, на котором сейчас стоит замок, входил в систему укреплений, преграждавших венграм путь к Аугсбургу. Естественно предположить и возможность древнеримского сторожевого поселения на Замковой горе, с которой окружающая местность просматривается на много километров вокруг.
Замок во Фридберге возник в 1257 году при герцоге Людвиге Строгом как постройка романской архитектуры. Он был предназначен для защиты таможни герцога от притязаний князя-епископа Аугсбурга, с которым герцог враждовал. С 1264 года вокруг замка стало возникать поселение, превратившееся потом в город Фридберг. Сначала здесь были два кольца стен, опоясавших высокий холм, с зубцами на башнях, защитными проходами и амбразурами для стрельбы. За внешней стеной стояла внутренняя, с тремя башнями. От верхнего кольца дорога с крутым отвесом вела к нижнему стенному поясу с закрытым спуском на западной стороне. Внешнее кольцо было окружено двумя большими круглыми башнями. В северной башне находилась темница, в народной речи называвшаяся в буквальном переводе «Секир-башка». На западе замок был обращён к долине Леха отвесным спуском в 50 градусов. С трёх других сторон замок окружал ров глубиной в 10 метров, остатки которого видны до сих пор. На самом верху ширина рва доходила до 30 метров. В самом глубоком месте рва находился подъёмный мост, отделявшийся особой конструкцией от постоянного каменного моста.
Рядом с входом находится главная башня крепости («Wachturm»). В прямоугольном внутреннем дворе и сейчас можно увидеть романтичные аркады и источники воды для защитников замка. Со строительством на севере ещё двух стен фридбергский замок превратился в пятиугольник. В северо-западной части первого этажа находится готический рыцарский зал. В северо-восточном углу верхнего этажа когда-то находилась капелла Св. Георга. В южном крыле и западном крыле был дворец, господский дом, с отдельными женскими покоями и каминами. В северном крыле находились конюшни, телеги и хранилище для зерна.
Сегодняшние стены крепости и въезд в замок существуют с XV века. После большого пожара 1341 года замок был частично перестроен в 1408 году герцогом Людвигом VII.Восстановление замка продолжалось вплоть до 1559 года и закончилось лишь при герцоге Альбрехте V. Именно тогда окончательно были закончены северное крыло, портал, аркады и эркеры в стиле эпохи Возрождения. Архитектурный проект принадлежит Йоргу Штерну, а руководство строительством-Нарциссу Кребсу. Средневековая постройка была расширена западным крылом. В 1567 году вдовствующая герцогиня Кристина Лотарингская значительно обновила замок. Замок был сильно поврежден между 1632 и 1646 годами военными пожарами в ходе боевых действий Тридцатилетней войны. Восстановление верхних этажей проведено курфюрстом Максимилианом в 1650 году.
С 1754 по 1766 год в помещениях замка располагалась известная в Германии фаянсовая мануфактура. Музей изделий из фаянса этой мануфактуры сейчас находится в замке. С 1789 года в замке находилось управление лесными угодьями, а с 1803 — пенсионное управление. В 1866 году в замке открылся краеведческий музей. В 1915 году основные помещения замка заняло геологическое управление, объединённое в 2007 году с геологическим управлением Айхаха — и переведённое в связи с этим в Айхах. Так как многие помещения замка в связи с этим освободились, город Фридберг приобрёл у Баварии замок, и готовит сейчас проект его нового использования. В качестве первого шага приведён в порядок пояс зелёных насаждений вокруг замка, чтобы получше «вписать» архитектуру замка в общую картину прилегающих городских районов. В 1977 году в замке начались обширные реставрационные работы, подготовившие открытие нового музея. С 1982 года музей занимает во фридбергском замке 14 помещений.

## Городские укрепления (Stadtbefestigung Friedberg)
Гора Фрид — это одно из многочисленных городских укреплений, основанных в 13-м столетии в коренных баварских местах. План запланированного города приложен к учредительному документу, и ещё сегодня узнаваемо шахматное устройство города. Размер городских укреплений тогда составлял 300 на 350 метров. Другие города с таким же приблизительно квадратным планом — это, например, Neustadt an der Donau или Kelheim. Укрепления на горе Фрид появились в 1257 году, как форпост баварского герцога Людвига Строгого против Аугсбурга. Местность здесь поднимается вверх на 50-60 метров от уровня долины Леха. Высота уже давала преимущество защитникам укреплений, а замок и городские валы делали крепость хорошо подготовленной к обороне. На западе стена поднимается прямо над долиной, на северо-западе присоединяется к укреплениям замка. На северо-востоке естественный рисунок склона делает ход укреплений дугообразным, затем открытое пространство и ров разделяют город и замок. Первые укрепления (1269—1409) Фридберга были деревянными. Для них использовались материалы, собранные для сооружения плотин на Лехе. Это были палисадные валы. Однако уже в 1400 году часть укреплений была из камня. Укрепления были необходимы, потому что Фридберг враждовал с Аугсбургом из-за прав на таможни на Лехе. Городской хронист Любер пишет об осадах Фридберга войсками Аугсбурга в 1296, 1372 и 1388 годах, когда город был подожжён.
Укрепления герцога Людвига Бородатого (1409—1412).
Чтобы избавить жителей Фридберга от опасностей осады, герцог Людвиг Бородатый усовершенствовал городские укрепления. Перед стеной и вокруг замка был расширен ров. Сама стена теперь строилась из обожженных кирпичей и покрывалась глиной. Средняя высота стен составляла 5 метров. От амбразур шёл деревянный защитный ход, лежащий на консолях. Реконструированный остаток этого защитного хода лежит к северу от Старой водонапорной башни (она служила в 1604—1888 годах, как водный резервуар). Остались ещё и полукруглые башни со стороны городской стены — на углах четырёхугольных укреплений:
Alte Wasserturm, Büchsenmacher-, Zwinger-, Hungerturm. Всего в укрепленном поясе городских стен было тогда 14 ворот.
Во время войн герцогов Мюнхена и Ингольштадта Фридберг был в XV веке не раз осаждён, взят приступом и разграблен. Новые разрушения происходили в 1632 и 1646 годах во время войн между французами и шведами, но тогда был разрушен только верх укреплений. В 1703 году во время войны за испанское наследство укрепления Фридберга были снова разрушены, вплоть до высоты человеческого роста: англичанами, голландцами и императорскими войсками. В XVIII и XIX веках значение Фридбергской крепости, как оборонительного комплекса всё время уменьшалось. Западные «Нижние» или «Аугсбургские ворота» были включены в стену укреплений, а в 1793 году снесены в ходе кампании по строительству горных дорог. Ворота между замком и городом, упомянутые как «Охотничьи ворота», снесли вскоре после 1812 года. Записей о виде ворот не сохранилось. «Верхние» или «Мюнхенские ворота» были пятиэтажным устройством в виде башни с прямоугольным планом и остро-дугообразным проездом. Из-за убытков в области строительства и чтобы предоставить более свободный проезд, башню этих ворот снесли в 1868 году. В сегодняшних укреплениях города ворот больше нет.
Городские укрепления сегодня большей частью перестроены и присоединены к зданиям, бывший сухой котлован наполнен. Лучше всего западная сторона стен сохранилась напротив долины Леха. Здесь укрепления стоят открыто, не связанные с зданиями, в их первоначальном виде, высотой около пяти метров. Контрфорсы подпирают конструкцию. Хорошо видны и бывший боевой ход, и амбразуры (ключевые зазубрины в нишах). На юго-западе короткая часть защитного хода реконструирована. Снаружи видны остатки нескольких полукруглых башен, выступающих из стены, обратные стороны которых были ранее открыты, чтобы не создавать прикрытие проникшему врагу. Башни в большинстве случаев закрыты косыми крышами. Угловые башни имеют круглые формы. Водонапорная башня на юго-западе — сооружение 17-го столетия, юго-восточная часть стены обрушилась в 2003 в ходе строительных работ. Судьба руин пока неизве

## Ратуша (Friedberger Rathaus)
Нынешняя Ратуша — третье по счёту строение городского магистрата. Первая ратуша строилась при основании города в 1264 году как деревянная постройка. Вторая ратуша строилась в 1404 году уже из камня. Третья, современная Ратуша, построена в 1673/74 году учениками знаменитого аугсбургского архитектора Эллиаса Холля в стиле своего учителя.
До 19-го века в западной части первого этажа был Schranne (зерновой лагерь с магазином), в восточной части — Brothaus (магазин пекарей). Также в Ратуше были подвальные холодные помещения для арестантов. В восточной части Ратуши располагалась таможня, доходы от которой пополняли городскую казну.
Восточная сторона верхнего этажа Ратуши уже при строительстве в 1673/74 годах была предназначена для зала ратуши. Прекрасный кессонный потолок зала именно из тех времён: с него началось оформление зала, но из-за недостатка денег работы были прерваны. Причиной денежного дефицита были военные налоги в 1702 и 1796 годах. Зал Ратуши служил регистратурой, и оставался нерасписанным вплоть до 1892 года, когда зал украсил росписями мюнхенский живописец Йозеф Видманн, специалист по исторической живописи.
На западной стене зала изображён визит во Фридберг в 1582 году венгерского короля Матиаса и брата императора Священной Римской империи Максимилиана. Гости приехали во Фридберг из имперского города Аугсбурга на 55 каретах, чтобы посетить замок герцога Вильгельма Баварского. Для гостей была устроена охота на оленей в лесах герцога.
На южной стене изображён герцог Людвиг Бородатый и другие исторические персонажи XV века. По приказу герцога в 1409 году деревянные укрепления замка во Фридберге поменяли на каменные. Его жена Маргарита после смерти мужа стала в 1445 году хозяйкой Фридберга. Герцог Георг Богатый основал в XV веке во Фридберге первые благотворительные учреждения.
На северной стороне зала изображена герцогиня Екатерина Лотарингская, устроившая в 1568 году в замке Фридберга пышный придворный праздник. В центре — герцог Альбрехт Великодушный, закрепивший в XVI веке значительную часть Баварии за родом Виттельсбахов. Справа — герцогиня Мария Австрийская, вдова императора Максимилиана, проводившая свои вдовьи годы в замке Фридберга. На восточной стороне перед видом на Фридберг 1892 года изображёно в виде аллегории символическое событие из истории Фридберга: крестьянин находит на поле меч времён знаменитой битвы с венграми у Леха в 955 году. Хаос войны скован и мирная богиня наблюдает за городом. В эркере зала помещён медальон регента Баварии принца Луи-Поля образца 1892 года.
Сейчас в нижней части Ратуши находится Bürgerbüro Фридберга, а на втором этаже — Standesamt. Зал Ратуши используется для мероприятий и как зал заседаний муниципалитета.

## Культовые здания и сооружения

### Церковь Святого Якоба (Stadtpfarrkirche St.Jakob)
Приходская церковь Св. Якоба — знаковое сооружение для Фридберга: здание церкви и её башня создают городской силуэт. Она построена в 1871/1872 в псевдороманском стиле, после того, как колокольня предшествующего храма обрушилась в 1868 году. Св. Якоб снаружи конструктивно идентичен с собором San Zeno в Вероне, а внутри — с собором San Apollinare in Classe в Равенне.
Имеются указания на то, что уже в 13-м столетии — спустя немного лет после основания Фридберга — нужно исходить из церкви с именем Св. Якоб. Нам ничего не известно о внешнем виде и убранстве этой церкви. Фактом, тем не менее, является то, что эту старую церковь серьёзно повредили в беспорядках Тридцатилетней войны в 1632 году, и что восстановительные работы были начаты лишь в 1713 году, спустя 81 год. Отреставрировали при этом только ветхие хоры церкви. Ещё во время этой реставрации муниципалитет обращался к курфюрсту Максу Эммануэлю и просил его выделить средства на ремонт и увеличение высоты колокольни церкви. Как причина просьбы приводится тот факт, что граждане Фридберга не все слышат бой колоколов, призывающий на молитву. В качестве материала тогда нуждались в 75 000 кирпичах, которые возводили башню на высоту 232 фута (примерно 75 метров). Средства не выделили, и постепенно ветшавшая колокольня в 1868 году рухнула. Нижние слои кладки не выдержали давления верхних, и расползлись в стороны. Это произошло днём 2 марта 1868 года, но, по счастливой случайности, в церкви тогда никого не было, хотя колокольня упала на купол церкви и его пробила. В 1871 году началось строительство нового храма. На время его строительства службы перемещались то в Ратушу, то в здание монахинь на Железной горе, то в каменные амбары, когда нужно было совершать богослужения в будний день в рабочие часы. Строительство нового храма обошлось Фридбергу в 93 000 гульденов. В течение летних месяцев 1873 года известный художник, пишущий на исторические темы, Фердинанд Вагнер из Аугсбурга нарисовал фреску апсиды и фрески в подпружной арке апсиды. Художник из Фридберга Фердинанд Швайгхардт взял на себя работу позолоты и роспись арабесок в помещении хора. Фрески Вагнера сохранились сегодня только в апсиде, при этом частично в искаженном виде. Четыре новых колокола из колокольного завода Иоганна Германа в Меммингене были подняты на башню. Освящение храма состоялось 18 октября 1873 года. При этом работы по доделке новой церкви велись вплоть до 1881 года.
Отдельного упоминания заслуживает орган церкви Святого Якоба. Установленный в 2001 году, он изготовлен, с одной стороны, согласно идеалам органного искусства времени барокко, а с другой, может также исполнять музыку романтики и модерна. Инструмент состоит из 4 частей: основная часть (I), позитив (II), Schwellwerk (III) и педаль. Позитив и Schwellwerk стоят на общем основании с отверстиями, что даёт большие возможности для акустических комбинаций тонов. Ясность и характерность звучания, свойственная музыке барокко и предбарокко — фирменное отличие органов Metzler.

### Паломническая церковь «Отдых на пути к Господу Богу» (Wallfahrtskirche «Herrgottsruh»)
Паломническая церковь Wallfahrtskirche «Herrgottsruh» («Отдых на пути к Господу Богу») лежит на бывшей восточной границе Фридберга. В строительстве монументального позднебарочного сооружения участвовали некоторые из самых значительных художников баварского рококо, которые оформили помещения церкви содержательной и богатой живописью. Эта живопись была полностью восстановлена в ходе генеральной реставрации церкви в начале нашего тысячелетия.
История этой церкви основывается на предании о торжественном обещании одного средневекового пилигрима из Фридберга. Он попал в турецкий плен на обратном пути из Святой земли и обещал построить капеллу на его домашней пашне, если вернётся домой. Действительно, в 1964 году рядом с паломнической церковью нашли основание маленькой капеллы, которой могла бы быть капеллой из предания. Но Wallfahrtskirche «Herrgottsruh» на месте нынешней церкви построена лишь в конце XV века. В октябре 1496 года епископ Аугсбурга Йоханнес освятил хор и главный алтарь капеллы для паломников. Эта маленькая церковь была расширена в 1599 году. Это была простая часовня с византийским куполом, которая была повреждена в 1632 году во время Тридцатилетней войны, а потом восстановлена. Беды Тридцатилетней войны привели к резкому увеличению количества паломников, искавших спасения от несчастий в вере. Паломники, посетившие церковь во Фридберге, рассказывали о чудесных излечениях и исполнениях молитв, о появлении божественной музыки ночью — характерные черты психологии того времени, отражённые в многочисленных источниках. Во время войны за Испанское наследство, в 1705 году, Wallfahrtskirche"Herrgottsruh" была серьёзно повреждена. Но, несмотря на войны, поток паломников продолжал расти, и к 1720 году необходимость нового строительства стала очевидной.
В 1727 году построили несколько измененный впоследствии дом священника в два этажа. Он и сейчас стоит перед западным фасадом, с своеобразной формой пальмовой крыши. 16 июня 1731 года баварский курфюрст Карл Альбрехт заложил первый фундамент новой паломнической церкви в стиле рококо. Неотделанная постройка церкви была закончена в 1738 году. Исполняющим архитектором был Иоганн Бенедикт Эттль (1678—1749). Затем началась внутренняя отделка. Её вели лучшие баварские художники и квалифицированные рабочие. Штукатурные работы Франца Ксавьера и Иоганна Михаэля Файхтмайрса и работы художников Дамиана Азама и Маттиаса Гюнтера оформили стены и потолки фресками. Вместе с архитектурой Эттля эти работы превратили Wallfahrtskirche"Herrgottsruh" в одно из самых значительных культовых сооружений Баварии XVIII века. 30 сентября 1753 года викарий Франц Адельманн торжественно открыл новую церковь. В 1756 и ещё раз в 1758 году сильные штормы причинили церкви настолько сильные убытки, что Маттиас Гюнтер снова должен был расписывать часть церкви.
В начале XIX века, после секуляризации, Wallfahrtskirche «Herrgottsruh» хотели снести, чтобы сэкономить деньги, шедшие на содержание этой церкви. Муниципалитет Фридберга спас церковь, включив её бюджет в статью расходов по содержанию городского кладбища, на территории которого она, по новому законодательству, оказалась. В 1868/70 здание церкви отреставрировали, изменив при этом художественный стиль во вкусе новой эпохи. Некоторые настенные фрески работы Азама из-за недостающей «художественной ценности» закрашивались, и расписывались заново в духе итальянского Ренессанса. Так же поступили и с алтарём. С 1964 года постепенно велась обратная реставрация, восстанавливающая первоначальное состояние алтаря и фресок. Новый этап реставрации начался в 1998 году. Оригинальные цвета стали возвращать внешней облицовке церкви. При этом вплоть до сегодняшнего времени продолжаются и внутренние работы по реставрации живописи XVIII века.
Широко расположенное в длину, но при этом немного стеснённое с боков, здание церкви возвышается над двором: куполом ротонды и башней хора на севере. К югу к ротонде прибавлена трехэтажная ризница, имеющая полукруглую форму апсиды. Внешнее пространство стен церкви расчленено на части двойными пилястрами, между которыми прорезаны окна. На южной стороне трёхугольный фронтон симулирует отсутствующий поперечный неф. Средний неф выделен рельефом ступенчатой псевдобазилики. Трехосный передний фасад здания немного неустойчив в своих линиях в средней части — это вызвано рельефом местности.
Западный портал расположен в высокой нише полуциркульной арки, вокруг которой возвышается средний неф. Под скатом пальмовых крыш бежит лента фриза. Ротонда коронована куполом. Похожая, низкая насадка купола характерна и для колокольни на северной стороне. Со стороны западного портала попадают в просторный вестибюль, который отделен железной кованой решеткой от двухпролётного корабля церкви, выстроенного в три нефа, разделённых мощными колоннами. Средний неф раскрывается к круглому помещению хора, боковые продольные нефы завершены алтарем братства и милостей.
Трехпролётное устройство и «позднеготическое» возвышение (около 2,20 метра) среднего нефа должны создать впечатление средневековой архитектуры. Пролёты корабля покрыты шестью фресками, а нефы разделены широкими подпружными арками. Западный купол среднего нефа освещён через маленькое окно и углублён маленькой аркой. При благоприятном освещении получается таким образом внушительный барочный эффект иллюзии. «Справедливые судьи» двигаются во время «Страшного Суда» через нарисованные скальные ворота непосредственно в небо, а из ворот светлый свет падает через закрытое окно на сцену. Купол хора разделен 8 лентами штукатурки на 8 частей, помещение хора разделено мраморными двойными пилястрами. Здесь находятся освобожденные от поздних наслоений стенные фрески Азама.

## Музей в Фридбергском замке (Museum im Wittelsbacher Schloß)
Музей, расположенный во фридбергском замке, состоит из нескольких разных по тематике экспозиций. Это коллекция часов, коллекция фаянса и коллекция древностей.
Коллекция часов.
В 17-м и 18-м веках искусные фридбергские часовщики делали художественные часы для дворянства и крупной буржуазии всей Европы. Сегодня значительно расширенная в течение прошедших 20 лет специальная коллекция часов (часы для сумок, часы для карет, настольные часы, часы для тарелок) вместе с так называемой «палатой сокровищ» образуют художественный центр экспозиции музея.
Коллекция фаянса.
Основанный курфюрстом Максимилианом III Йозефом во фридбергском замке «Привилегированный фарфоровый завод» производил с 1754 по 1768 год художественно сделанную фаянсовую посуду. Покрытая белой глазурью и богато украшенная фридбергская посуда часто украшала праздничные столы тех времен.
Коллекция древностей.
Период мезолита — неолит — бронзовый век — Гальштаттская культура- Кельтское время — римское императорское время — Средневековье.
В коллекции представлены инструменты и оружие из кремня, мечи из бронзы и железа, золотые кельтские украшения, а также римские монеты. Костюмы и раскрашенная крестьянская мебель — шкафы, сундуки, колыбели и кровати — дают широкий взгляд на культуру крестьянской жизни в окрестностях Фридберга.

## Галерея Фридберга
Лучшая фотогалерея Фридберга в Интернете находится по адресу: www.friedberg-bayern.info Это уникальный для небольшого города проект, объединяющий функции путеводителя и фотогалереи. На этом сайте размещены больше 400 фотографий, охватывающие десятки тем. Там же в разделе «Тексты» находятся активные ссылки на другие интернет-ресурсы, на которых находятся тексты(на немецком языке) и фотографии по Фридбергу.